# Chleb flisacki
Chleb flisacki, (oryginalna historyczna nazwa to, chleb chrupacki). Rodzaj chleba, pieczonego z mąki żytniej razowej, z dodatkiem serwatki i skwarek ze świeżej słoniny.  

## Tradycja wypiekania
Chleb flisacki (chrupacki), jest związany bezpośrednio z flisakami z Ulanowa, który od XVII do XIX wieku był dużym ośrodkiem flisactwa w Polsce. Flisacy, wyruszając tratwami z drewnem do Gdańska, potrzebowali chleba, który byłby pożywny, a jego proces czerstwienia stosunkowo długi. Chleb spełniał te oczekiwania i dodatkowo był smaczny. Do jego wypieku używano produktów lokalnych – mąki żytniej razowej, serwatki i skwarków z przetopionej świeżej słoniny. Nie wiadomo dokładnie, od kiedy zaczęto wypiekać ten chleb, jednak tradycja ta istniała jeszcze w drugiej połowie XIX wieku i trwała do wybuchu II wojny światowej, kiedy praktycznie zaprzestano spławów. Ostatni spław drewna przez flisaków ulanowskich odbył się w 1968. Obecnie, odtworzony według starej receptury chleb, stanowi część tradycji flisackiego Ulanowa, jedynego obecnie w Polsce miejsca gdzie kultywuje się tradycje flisackie. Jest wypiekany przy okazji organizowanych miejscowych uroczystości i spławów flisackich.

## Składniki i wykonanie

### Zaczyn
Zaczyn na chleb zostaje przygotowany z mąki żytniej razowej, letniej wody i zakwasu żytniego. Po wymieszaniu składników zostaje odstawiony na około 4 godziny w ciepłe miejsce, pod przykryciem.

### Ciasto
Przygotowany zaczyn, zostaje dodany do razowej mąki żytniej wraz z wystudzonymi skwarkami ze świeżej słoniny, serwatką, letnią wodą i solą. Wyrobione ciasto zostaje przykryte i odstawione do wyrośnięcia. 

### Pieczenie
Wyrośnięte ciasto jest przekładane do metalowych forem i pieczone w piecu chlebowym opalanym drewnem.

## Charakterystyka
- kolor złocisty o zrumienionej skórce, na przekroju jasnoszary,

- przekrój z widocznym kawałkami skwarek,

- kształt podłużny, przekrój prostokątny,

- masa 500g – 800g,

- długość 25 – 35 cm,

- smak lekko kwaśny o zapachu smażonych skwarek,

- konsystencja, miękka i sprężysta[3],

## Nagrody i wyróżnienia
Chleb flisacki został wpisany na listę produktów tradycyjnych Ministerstwa Rolnictwa i Rozwoju Wsi, w dniu 10 października 2005 w kategorii: Wyroby piekarnicze i cukiernicze w woj. podkarpackim. 
Chleb flisacki otrzymał „ Perłę 2007”, najwyższe kulinarne wyróżnienie w konkursie „Nasze Kulinarne Dziedzictwo – Smaki Regionów”.